# George Henry Kendrick Thwaites
George Henry Kendrick Thwaites  (Bristol, 1811 — Kandy, (Sri Lanka), 11 de setembro de 1882) foi um botânico britânico.

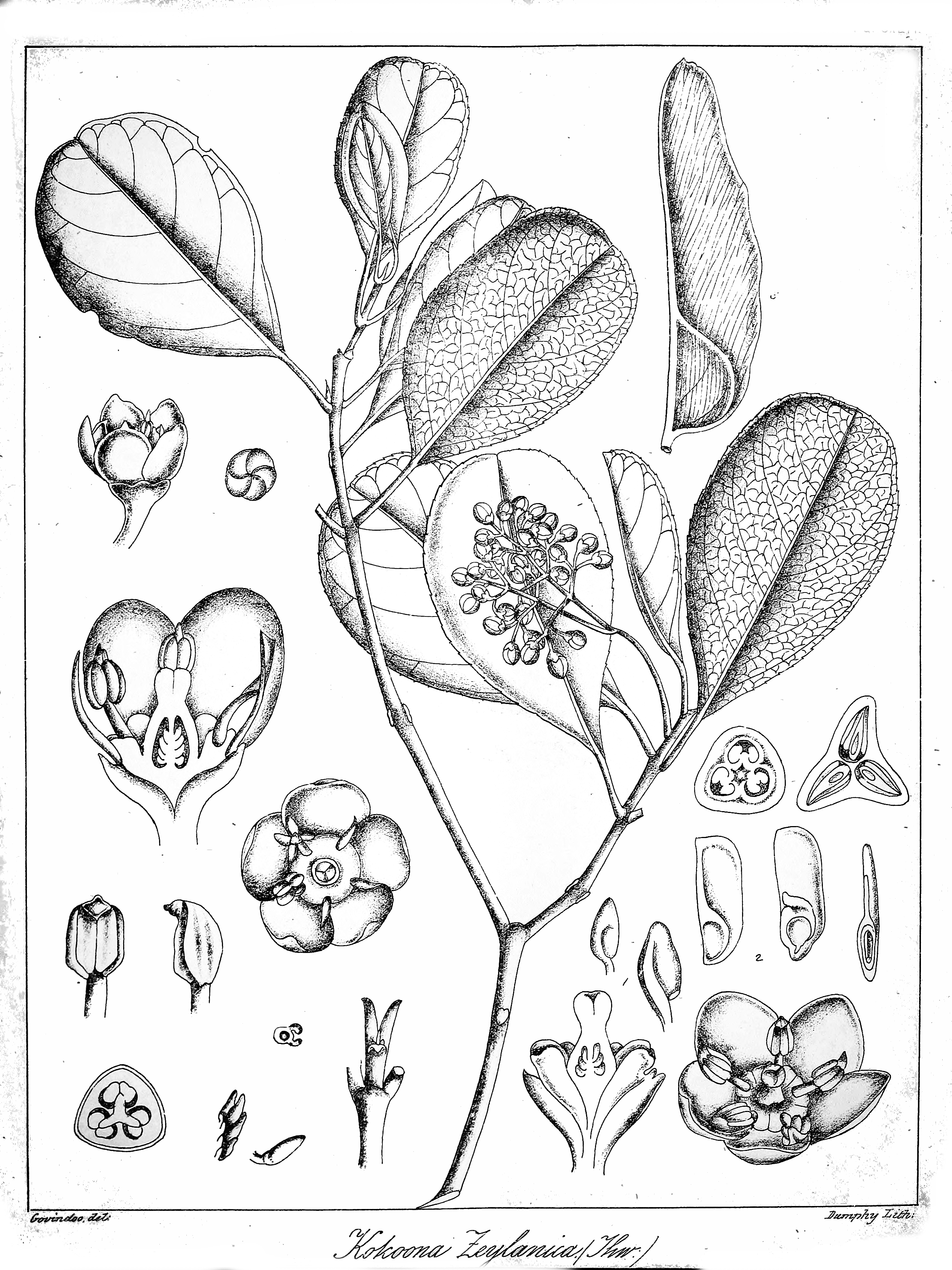